# محمد نقيب العطاس
السيد محمد نقيب العطاس فيلسوف مسلم بارز ومفكر معاصر من ماليزيا. يعد واحدا من العلماء القلائل المعاصرين متجذر تماما من المدرسة الإسلامية التقليدية ومن جهه مساوية مختص في اللاهوت، والفلسفة، والميتافيزيقيا، والتاريخ، والأدب. ويعتبر هو الرائد والأول في اقتراح فكرة أسلمة المعرفة. وفلسفة العطاس ومنهجية التعليم لديه في هدف واحد: أسلمة الجسم والعقل والروح وآثارها على الحياة الشخصية والجماعية على المسلمين فضلا عن غيرهم، بما في ذلك البيئة غير البشرية الروحية والمادية. وهو مؤلف لـ 27 عمل متكامل في مختلف جوانب الفكر الإسلامي والحضارة، ولا سيما في التصوف، وعلم الكونيات، والميتافيزيقيا، والفلسفة، واللغة الماليزية، والأدب.

## أصوله
ولد السيد محمد نقيب العطاس في بيت علم وسيادة وشرف، ومثله مثل كثير من السادة؛ وفد أجداده لأبيه من حضرموت إلى جنوب شرقي آسيا، وتزوج جده السيد عبد الله العطاس بجدته بعد وفاة زوجها الأول، الذي كان الأخ الأصغر لسلطان جوهور (ماليزيا)، فولدت له السيد علي العطاس، والد السيد محمد نقيب العطاس، وهو الابن الأوسط لثلاثة إخوة أشقاء، أكبرهم السيد حسين العطاس عالم الاجتماع المعروف، الذي شغل منصب مدير جامعة الملايو، والسيد زيد وهو الأخ الأصغر، وقد عمل محاضرًا بمعهد مارا للعلوم التكنولوجية.

### نسبه
محمد نقيب بن علي بن عبد الله بن محسن بن محمد بن عبد الله بن محمد بن محسن بن حسين بن عمر بن عبد الرحمن العطاس بن عقيل بن سالم بن عبد الله بن عبد الرحمن بن عبد الله بن عبد الرحمن السقاف بن محمد مولى الدويلة بن علي بن علوي الغيور بن الفقيه المقدم محمد بن علي بن محمد صاحب مرباط بن علي خالع قسم بن علوي بن محمد بن علوي بن عبيد الله بن أحمد المهاجر بن عيسى بن محمد النقيب بن علي العريضي بن جعفر الصادق بن محمد الباقر بن علي زين العابدين بن الحسين السبط بن علي بن أبي طالب، وعلي زوج فاطمة بنت محمد ﷺ.
فهو الحفيد 36 لرسول الله محمد ﷺ في سلسلة نسبه.

## النشأة
كان ميلاد السيد محمد نقيب العطاس في الخامس من سبتمبر عام 1931 م، في بوكور، جاوة، الهند الشرقية الهولندية (إندونيسيا حاليا)، وتلقى تعليمه الإسلامي الأول في بوكور من قبل أسرته، ثم علوم اللغة الملايوية وآدابها وثقافتها في جوهور، على يد أفراد أسرته الممتدة.
أرسلته أسرته وهو في سن الخامسة من عمره إلى جوهور، في مدرسة (نقي هنق - (Ngee Heng الابتدائية، فتلقى فيها التعليم في الفترة (1936 - 1941م). وفي فترة الاحتلال الياباني للملايو؛ رجع إلى جاوا لاستكمال تعليمه في إندونيسيا باللغة العربية في مدرسة العروة الوثقى بسوكابومي، في الفترة بين (1941 - 1945م)، وبعد نهاية الحرب العالمية الثانية رجع إلى جوهور، والتحق بالكلية الإنجليزية في الفترة بين (1946 - 1951م)
في أثناء دراسته بالكلية الإنجليزية سكن سيد مع عمه أنكو عبد العزيز بن أنكو عبد المجيد، الذي كان الوزير الأول لجوهور، وكانت لعمه مكتبه غنية من المخطوطات الملايوية في مجال الأدب والتاريخ. وقد قضى سيد نقيب العطاس جزءًا كبيرًا من شبابه يقرأ في المحفوظات الملايوية، كما عكف على قراءة بعض الكتب الإنجليزية التي كانت بمكتبة عمه أو بقية أفراد الأسرة الممتدة في جوهور، وقد أثرت تلك القراءات المبكرة في تكوين أسلوبه الخاص في الكتابة باللغة الملايوية.
بعد أن أكمل سيد العطاس مرحلة الدراسة الثانوية بجوهور، التحق بالقوات النظامية الملايوية، ثم اختير للالتحاق بالأكاديمية العسكرية في إنجلترا، وقضى فيها الفترة ما بين (1952 و1955م). وحال تخرجه انضم إلى القوات الملكية للاتحاد الفدرالي الملايوي، وساهم بصورة فعّالة في مواجهة الحركات الإرهابية الشيوعية في غابات الملايو، ثم استقال من الجيش للالتحاق بجامعة الملايو بسنغافورة، وقضى الفترة ما بين (1957 و1959م) طالبًا بالجامعة، حيث كتب كتابين: أولهما عن الأدب الملايوي، والثاني عن بعض معالم التصوف وسط الشعب الملايوي ممارسة وفهمًا.
بعد تخرجه في جامعة الملايو بسنغافورة، التحق ببعثة دراسية لإنجاز رسالة الماجستير بمعهد الدراسات الإسلامية بجامعة «مكيل» بكندا. ثم ارتحل إلى جامعة لندن ودرس بمعهد الدراسات الأفريقية والآسيوية، حيث أنجز فيه رسالة الدكتوراة عن التصوف عند حمزة فنصوري. وفي عام 1965م عمل في جامعة الملايو بكوالالمبور، وصار عميدًا لكلية الآداب فيها، وأسهم في تطوير الدراسات الملايوية فيها، ثم أسهم في إنشاء الجامعة الوطنية وأقام بها معهد الدراسات الملايوية عام 1973م.
ذاع صيت العطاس كعالم ومثقف مسلم دافع عن قيم الإسلام، وأسهم بنصيب وافر في نقد الحداثة الغربية، وإعادة اكتشاف قيم التعليم الإسلامي في العالم المعاصر، عن طريق بيان معنى العلم في الإسلام، وسبل اكتسابه، وكيفية إنشاء الجامعة الإسلامية التي تجمع بين علوم الإسلام والعلوم العصرية من وجهة نظر إسلامية المعرفة، وذلك بتحرير تلك العلوم العصرية من خلال الرؤية الإسلامية الكونية. وقام العطاس بإنشاء المعهد العالمي للفكر الإسلامي والحضارة، ليكون معهدًا للدراسات فوق الجامعية، ونموذجًا لمفهوم إسلامية المعرفة كما يجب أن تكون في إطار التعليم العالي. وقد ارتبط اسمه باسم ذلك المعهد، الذي أنجز جملة من الدراسات العلمية القيمة، أثرت المكتبة الإسلامية.

## الآثار الفكرية والنشاط العلمي
إذا أمعنا النظر في حياة سيد محمد نقيب العطاس الفكرية، وتكوينه العلمي؛ نرى أنه قد خبر الحداثة الغربية في مؤسساتها العلمية، وأتيحت له فرصة مراقبة أنماط الحياة الاجتماعية والاقتصادية والسياسية عن قرب، وأسهم كل ذلك في أن جاء نقده - للحضارة الغربية عمومًا والحداثة الغربية على وجه الخصوص - عن دراية وحُسن تأمل ومعرفة عميقة بمآلاتها. ولذلك يُعتبر كتابه الذي تُرجم بعنوان (مداخلات فلسفية بين الإسلام والعلمانية) من أفضل ما كُتب في نقد العلمانية وبيان جذورها الفلسفية من وجهة نظر إسلامية.
ألف العطاس في حقل دراسات الملايو - التي يُعتبر فيها رائدًا - في مجال اكتشاف مخطوطاتها القيمة، وتقديم فهم عميق لثقافة الملايو الإسلامية، جعل كثيرًا من الدارسين يُعيدون النظر في الأطروحات النظرية التي قدمتها المدرسة الاستشراقية في هذا الصدد. ولعلّ دراساته القيمة حول حمزة فنصوري ونور الدين الرنيري هي من أميز ما كُتب عن هذين العالمين في مجال التعريف بهما، وتقديم فهم لأطروحاتهم الفلسفية والصوفية.
وقد أسهم سيد محمد نقيب العطاس كذلك في تقديم فهم عميق لمفهوم العلم والتعليم في الإسلام، وفق أطروحته في شأن إسلامية المعرفة. وقد لقي بحثه - الذي قدمه في مؤتمر مكة عن التعليم في عام 1977م - قبولاً وإشادة من العلماء المسلمين، وقد اتخذ مفهوم إسلامية المعرفة أبعادًا معرفية وفلسفية عميقة على يديه.
ولا يخفى على الناظر الحصيف أن جملة النشاط العلمي - الذي قام به سيد محمد نقيب العطاس - لم يقتصر على تأليف الكتب وتقديم الأطروحات العلمية، ولكنه قام كذلك بالدفاع عن قيم الإسلام في منتديات الحوار العلمية في أنحاء متفرقة من العالم شملت كل القارات، وكان في ذلك مثال للعالم الإسلامي الذي عني بمعرفة علوم الأوائل من المسلمين وغيرهم، ونال حظًا وافرًا من علوم عصره. كل ذلك جعله يقدم صورة رائعة ومتوازنة عن الإسلام، مما جعل كثيرًا من أصحاب الديانات الأخرى يقبلون الإسلام، وقد قام بعض تلاميذ العطاس بترجمة كتبه إلى غالبية لغات العالم الحية.
وقد منح الله سيد العطاس هبة الذوق الفني الرفيع، انعكس إيجابًا في الكيفية التي خطط بها مبنى المعهد العالمي للفكر الإسلامي والحضارة، الذي يُعد آية في العمارة الإسلامية المعاصرة من حيث الجمال والرونق المُعبّر عن قيم تلك الحضارة.
وقد بلغت محاضراته العامة أكثر من 400 محاضرة في شتى مجالات الدراسات المتعلقة بالإسلام وبيان مفاهيمه الأصلية، ونقد قيم ومفاهيم الحضارة الغربية، وكذلك الإسهام في كتابة تاريخ دقيق للإسلام في عالم الملايوي. فيمكننا القول إذن بأن نشاطه العلمي قد شمل مجال التأليف والكتابة، ومجال التدريس وإلقاء المحاضرات العامة في المؤتمرات الدولية والمحافل العامة، وكذلك الإسهام في مجال العمارة والفن الإسلامي والإدارة.
والناظر في كتاب (مداخلات فلسفية في الإسلام والعلمانية) يجد أنه يُمثل عصارة تفكير سيد محمد نقيب العطاس في قضايا الميتافيزيقيا والرؤية الكونية الإسلامية، وبيان تاريخ أسلمة أرخبيل الملايو. كل هذه القضايا نظر فيها سيد محمد نقيب العطاس منذ بدايات نشاطه العلمي في نهاية الخمسينيات، ثم استمر يُنقح ويشرح هذه الأفكار وينافح عنها في المنتديات المحلية والدولية باللغة الملايوية والإنجليزية. فهي إذن ليست أفكارًا ميتة توجه بها مؤلفها إلى زمرة من الأكاديميين للتعليق عليها أو نقدها، وإنما هي أفكار قُصد بها توجيه الرأي العام وتصحيح المفاهيم الخاطئة، وتربية الأجيال الصاعدة من المسلمين المثقفين، والعاملين في حقل الحياة العامة بشتى أنواعها؛ السياسية والاجتماعية والثقافية. ولذلك تبنت هذه الأفكارَ جملةٌ من المؤسسات، مثل جمعية الشباب الماليزي المسلم (ABIM) وتولت نشرها وترويجها بين أعضائها، ودراستها ومحاولة تطبيق أجزاء منها في برامجها المختلفة. كذلك احتفل المؤتمر الإسلامي الأول بمكة بالورقة التي قدمها سيد محمد نقيب العطاس، وهي التي قادت العاملين في حقل التعليم في العمل إلى إنشاء الجامعات الإسلامية التي تقوم على أساس فكرة إسلامية المعرفة.
ويقدم هذا الكتاب رؤية متكاملة للكيفيات التي أُسْلِّم بها المخيال الديني الملايوي عبر التاريخ، وتشكيلات الديانة الهندوسية والبوذية، وتفاعل الشعوب الملايوية في منطقتي ماليزيا وإندونيسيا مع هاتين الديانتين، ثم المنجزات الأدبية والفنية التي نتجت عن ذلك التفاعل، ثم أخيرًا مجيء الإسلام وكيف عمل على تحرير الرؤية الكونية الملايوية من التقاليد السحرية، والأسطورية والأرواحية المخالفة للرؤية الكونية الإسلامية.
ثم يبين الكتاب دور المشروع الثقافي الاستعماري في المنطقة، والذي جاء بالرؤية العلمانية، مُبيّنًا أن مشروع أسلمة أرخبيل الملايو لن يكتمل ما لم يقم بالمُضي قُدمًا في اتجاه أسلمة المعارف العصرية وفقًا للرؤية الإسلامية الكلية، أي تحرير تلك المعارف من هذه الرؤية العلمانية الكلية، واستبدالها بالرؤية الإسلامية الكونية.
ولن نجانب الصواب إذا قلنا إن هذا الكتاب يمثل عصارة مشروع العطاس الفكري، وجملة آرائه العلمية والعملية في شأن إصلاح التصورات والمؤسسات العلمية. ولعلّ كتاب (مقدمة في الميتافيزيقيا الإسلامية) هو تكملة لذلك المشروع. ولكن يبقى كتابه (مداخلات بين الإسلام والعلمانية) ممثلاً لمشروعه الإصلاحي في مستواه العلمي والعملي معًا.
تحرك سيد محمد نقيب العطاس في وسط المثقفين عامة من أرخبيل الملايو، وطلاب الجامعات وقادة الرأي والسياسيين، لكن لم يكن له انتماء سياسي محدد، فقد كان وما زال بمنزلة الأب الروحي لحركة الشباب الإسلامي (ABIM) في ماليزيا، فقد ساهم في توجيه قادتها، وقامت الحركة بنشر مؤلفاته وتوزيعها بين أعضائها. وقد أورثته نصاعة فكره، وقوته في عرض ما يؤمن به، واعتداده بشخصيته، عداواتٍ كثيرة وخصومات فكرية حادة. وفي المقابل التف حوله جمع من طلاب الجامعات وأساتذتها، يدافعون عن أفكاره ويرددون أقواله، مثلما يردد التلميذ الوفيّ مقالة أستاذه، وبسبب حدة انتقاداته لخصومه الفكريين فقد انقسم الناس من حوله إلى مؤيد وفيٍّ لأقواله، ومعارض مجانب له.
ومثلما حمل الإمام أبو حامد الغزالي من قبل في كتابه (إحياء علوم الدين) على علماء السوء؛ فقد رأى سيد محمد نقيب العطاس - في بعض المفكرين الذين ينتسبون إلى الإسلام، ويدعون الحديث باسمه، ولم تتوافر لهم العدة المطلوبة من فهم اللغة العربية أو تلقي العلم على يد العلماء الثقاة - خطرًا فكريًا على المسلمين، فهم بذلك يثيرون الفوضى الفكرية التي يختلط عندها الخطأ بالصواب. وبسببهم تختل موازين العدل في المجتمع، فيتصدى لقيادة المجتمع من لا يحق لهم أن يكونوا في مركز التوجيه والقيادة، ومن ثم يلتف حول هؤلاء بطانة السوء، ويدخل المجتمع في حلقة مفرغة تعيد إنتاج الفوضى الفكرية، التي بسببها تختل الموازين وتضيع قيم العدل الداعية إلى إنزال الناس منازلهم الصحيحة. فإن كان العدل هو وضع كل إنسان في الموضع الذي يستحقه؛ فإن معرفة موضع الإنسان لموقعه يحتاج إلى العلم، حسب رأي سيد محمد نقيب العطاس.
وهذا العلم أساسه معرفة الإنسان لربه ونفسه، وأسس هذه المعرفة قائمة على ذلك الميثاق الذي وقع بين الخالق عز وجل وبين خلقه، حينما أشهدهم على أنفسهم «ألَسْتُ بِرَبِّكُمْ؟ قَالُوا بَلَى» (الأعراف - 172). ومن عرف ربه عرف نفسه وأنزلها منزلتها بمعرفة موقعه في نظام الكون. وبمعرفته العلماء يمكن له التمييز بين علماء السوء الأدعياء والعلماء الحقيقيين الداعين إلى طريق الحق، ومن ثم تزول الفوضى الفكرية، ولا يُتاح لمن هم ليسوا بأهل في قيادة المجتمع أن ينهضوا بذلك. هذا التحليل (لمشكلة الأمة ومشكلة العلماء فيها) جعل سيد محمد نقيب العطاس يطوّر نظرية علمية اجتماعية قائمة على مفهوم «الأدب»، وعدم قبول فكرة التسطيح والمساواة بين الناس في شأن العلم، فالدعوة إلى «الديمقراطية» في هذا الشأن هي التي تفضي إلى الفوضى الفكرية، وتُعيد إنتاج الأزمة التي تمر بها الأمة.
يبدو واضحًا أن أفكار سيد محمد نقيب العطاس في هذا الصدد متأثرة بالنظام الصوفي في ترتيب مقامات السالكين، ولكنه في تحليله السابق لمشكلات الأمة الإسلامية حاول أن يُعطي ذلك التحليل سياقًا اجتماعيًا وسياسيًا، بالإضافة إلى كونه يُعبر عن نظرية معرفية في التراتب الوجودي. ولعلّ اعتناءه بالتصوف ناتج من تنشئته الأولى، وهي التي انعكست في كتابه الثاني وهو ما زال بالمرحلة الجامعية، وكذلك رسالته للدكتوراة التي حاول فيها دراسة علمٍ من أعلام التصوف في أرخبيل الملايو. لكنه في كل ذلك مثله مثل الإمام الغزالي - من قبل - سعى جاهدًا لنقد التصوف البدعي الحلولي، وبيان حقيقة التصوف المتسق مع قيم التوحيد الإسلامي.
ولا يخفى على دارس علم الكلام الأشعري اتصال التصوف السنّي فيه بعلم العقيدة، ولما كان للدعاة الأوائل - الذين حملوا الإسلام إلى أرخبيل الملايو - قدم في الفقه الشافعي، ومعرفة بالعقيدة على أساس طريقة الإمام أبي الحسن الأشعري؛ فإن عامة أهل العلم في أرخبيل الملايو تجدهم يعكفون على دراسة الإمام الغزالي وكتبه، وبقية كتب أئمة المذهب الشافعي والعقيدة الأشعرية التي هي عقيدة أهل السنة والجماعة.
ولقد عكس سيد محمد نقيب العطاس - في كتاباته عن الميتافيزيقيا الإسلامية والتصورات الكلية الإسلامية - تلك المبادئ المرعية عند أهل السنة والجماعة، بلغة علمية رصينة، تجمع بين التصوف السنّي والمعرفة العميقة بقضايا الميتافيزيقيا عامة، وبيان موضع الرؤية الإسلامية من تلك التصورات الميتافيزيقية، وكيف أن الميتافيزيقيا القائمة على التوحيد تُلبي احتياجات الإنسان الفطرية للتدين والارتباط بخالق الكون في ميثاق ديني أخلاقي متين.
وليس من قبيل الصدفة أن تمنحه الحكومة الماليزية شرف اعتلاء كرسي الإمام الغزالي، في المعهد العالمي للفكر الإسلامي والحضارة.

## معالم الرؤية الإصلاحية
إذا سأل سائل عن طبيعة الحركة الإصلاحية التي قادها سيد محمد نقيب العطاس؛ فنقول إنها حركة وسط المثقفين والمتعلمين تعليمًا مدنيًا، من الذين لم ينقطعوا عن جذورهم الإسلامية، أو على الأقل بقيت جذوة الإيمان فيهم. وقد عمل سيد نقيب العطاس على إعطاء ذلك الإيمان الديني مسوغاته العقلية، وحججه المنطقية المتسقة مع طرائق علماء الإسلام في الاحتجاج وبيان الحق، فقد بيّن لهم كيف أن الهوية الإسلامية والانتماء للثقافة والحضارة الإسلامية لا يعني التخلف عن منطق التقدم والرقي، بل إن الإسلام بعقلانيته الرشيدة المسددة بالوحي هو عين الرُقي الإنساني. وقد فعل ذلك في مؤلفاته ومحاضراته العامة، وعمل على إعادة الثقة لهؤلاء بدينهم وحضارتهم، في لغة تجمع بين الأصالة والمعاصرة.
وقد نجح العطّاس في استخدام اللغة الإنجليزية وتطويعها لبيان موقفه، وكذلك بلغ الغاية ذاتها في اللغة الملايوية. فمن كانت صلته باللغة الملاوية قد انقطعت - من أولئك المثقفين - بسبب التعليم الذي تلقاه؛ فقد أوصل العطاس الخطاب الإسلامي إليه باللغة الإنجليزية، ومن كانت له معرفة باللغة الملايوية فقد وصلت إليه الرسالة أيضًا بتلك اللغة.
وبهذا السبيل توفر له جمع من المتعلمين والمثقفين، الذين وإن فاتهم حظ تلقي العلم الإسلامي من أصوله، وأثير في أنفسهم نوع من الشبهات والتشكيك في الإسلام بسبب تعليمهم المدني؛ إلا أنه قد وجد طريقه إليهم باستخدام اللغتين الإنجليزية والملايوية، وبالتوجه إليهم بخطاب يجمع بين الأصالة الإسلامية والمعاصرة الرشيدة. ولن نجانب الصواب إذا قلنا إنّ سيد محمد نقيب العطاس بسبب تكوينه العلمي ومزاجه النفسي كان أقدر الناس على أداء هذه المهمة العلمية وسط تلك المجموعة الحية من قادة الرأي، وصناع القرار في أرخبيل الملايو. فلئن أراد المشروع الاستعماري في المنطقة أن يقوم هؤلاء باستكماله، وذلك باقتفاء أثر الحداثة الغربية؛ فإن سيد محمد نقيب العطاس قد أفلح في إعادتهم إلى الصف الإسلامي، والاستفادة من خبراتهم العصرية في دفع المشروع الإسلامي في المنطقة. ولعلّ فيما ذهب إليه سيد محمد نقيب العطاس من جعل المشروع الإسلامي أكثر إقناعًا وأقرب إلى روح هذه المجموعة الفاعلة في المجتمع قد جعل من إصلاحه وتجديده قيمة عُليا في صراع الأفكار، وأفلح في أن صار الإسلام دينًا فاعلاً في حياة الناس يُقدم الحلول لمشكلاتهم الفكرية، والاجتماعية والسياسية، ويمنحهم صبغة وهوية تستطيع أن تواجه مشروع الحداثة الغربي، وتقارعه الحجة بالحجة.
وقد عُرف عن سيد محمد نقيب العطاس تقديره للعلماء الثقاة، ولعلّ في سعيه الدؤوب لتقديم مشروعه في إصلاح التعليم - من خلال مؤتمر مكة الأول عن التعليم في العالم الإسلامي الذي عقده في عام 1977م - ما يدل على ارتباطه بمراكز التعليم في العالم الإسلامي، رغم أنه لم يتلق العلم في أيٍّ من دُورها، فكل ما حصله من العلم الإسلامي كان عن طريق التعليم التقليدي، وحلقاته التي تُعقد في دُور أُسر العلماء، بالإضافة إلى اطلاعه العميق على كتب التراث الإسلامي. ولا بد من التنويه على أنه أنجز رسالة الدكتوراة تحت إشراف «مارتن لنق»، وهو من المستشرقين القلائل الذين أسلموا وقدموا خدمات جليلة للإسلام في شكل مؤلفاتهم، فقد أسلم على يديْ «مارتن لنق» بعد إسلامه كثير من المسيحيين الأوربيين.
ويسعُنا القول بأن سيد نقيب العطاس قد أدرك أهمية ارتباطه بمراكز التعليم في العالم الإسلامي، وأهمية مكة المكرمة وعلماء المسلمين في تلك المراكز العلمية، من إعطاء مشاريع الإصلاح والتجديد المشروعية المطلوبة في القبول والرواج، لذلك توجه بأفكاره - في إصلاح التعليم ونظمه في العالم الإسلامي - إلى تلك النخبة من العلماء التي اجتمعت في المؤتمر العالمي المشهود بمكة المكرمة. ولقي بحثه استحسانًا ممن حضر ذلك المؤتمر، مما شجعه على تطوير أفكاره والسعي في تطبيقها على أرض الواقع، بإنشاء نموذج عملي للجامعة الإسلامية القائمة على فكرة أسلمة العلوم المعاصرة.
ولكن مشروع العطاس لم يلق حظه من التطبيق إلا بعد أن صار أحد تلاميذه «أنور إبراهيم» نائبًا لرئيس الوزراء، عندها طُرح المشروع بقوة ليلقى حظه من الرعاية والتنفيذ، وبالفعل تُرجم ذلك في عام 1991م بإنشاء المعهد العالمي للفكر الإسلامي والحضارة، بقرار رسمي من الحكومة الماليزية، التي أنفقت عليه بسخاء غير مسبوق، ويشهد على ذلك المباني والأدوات، والمكتبة بمخطوطاتها النادرة، كل ذلك جعل من المعهد قبلة للعلماء والدارسين في جنوب شرقي آسيا وسائر العالم الإسلامي.
وهكذا قيض الله لمجهودات سيد نقيب العطاس في التنظير لكيفية إصلاح نظم التعليم الإسلامي أن تنفذ بصورة عملية تحت إشرافه، وقد قد هيأ له ذلك فرصة نادرة في أن يلتف حوله جمع من الدارسين والعلماء، من جميع أنحاء العالم الإسلامي، ونخبة مختارة من أرخبيل الملايو، ودولة ماليزيا على وجه الخصوص. ورغم أن القيادة السياسية الماليزية قد رعت ذلك المشروع العلمي، وأنفقت عليه بسخاء؛ إلا أن تقلبات السياسة قد طالته، حينما أُخرج أنور إبراهيم من الحزب الحاكم، وأحيل سيد محمد نقيب العطاس إلى التقاعد.
والحق يقال؛ إن ما أُنجز على يد سيد محمد نقيب العطاس لم يتعرض للتصفية والتبديل، ولكن أضيفت إليه بعض اللمسات العلمية، وصار مشروعًا علميًا تمتلكه وتديره مجموعة من العلماء والدارسين، بعضهم تتلمذ على يد العطّاس، وبعضهم جاء بخبرات علمية جديدة تتفق مع الأصول التي انطلق منها. وانتقل المشروع من كونه دائرًا في فلكه إلى كونه مشروعًا منفتحًا على قيم التجديد والإصلاح، التي نادى بها سيد محمد نقيب العطاس، أو آخرون من أمثاله، مثل إسماعيل راجي الفاروقي وغيره، وخرج عن كونه مشروعًا إصلاحيًا ماليزيّ السمت والقسمات، إلى كونه مشروعًا إصلاحيًا إسلاميًا أُمميّ الملامح والتوجهات.

## جوائز وانجازات
قد وضع العطاس اسلوب ومفردات بتميز فريد دقيق في كتابات الملايو واللغة. في عام 1970، والعطاس واحدا من أكبر مؤسسي الجامعة الوطنية في ماليزيا، والتي سعت لاستخدام اللغة الإنجليزية مع اللغة الماليزية باعتبارها وسيلة للتعليم في مراحل التعليم العالي. في عام 1973، أسس وإخراج معهد اللغة الملاوية، والأدب، والثقافة (IBKKM) في جامعة جديدة.
وقد فاز العطاس بالاعتراف الدولي من قبل عدد من قامات الشرق وعلماء الحضارات الإسلامية والملايو. وترأس الفريق الممثل للإسلام في جنوب شرق آسيا في 29 Orientalistes المؤتمر الدولي في قصر باريس في عام 1973. في عام 1975، منحت له جائزة الزمالة في الأكاديمية الإيرانية للفلسفة الإمبراطورية للمساهمة المتميزة في مجال الفلسفة النسبية. وكان المستشار الرئيسي للعالم الإسلامي في المهرجان الذي عقد في لندن في عام 1976، وكان المتكلم ومندوب في المؤتمر الإسلامي الدولي الذي عقد في وقت واحد في نفس المكان. كما كان للبرلمان ومشاركا نشطا في المؤتمر العالمي الأول للتعليم الإسلامي الذي عقد في مكة المكرمة في عام 1977، حيث ترأس لجنة الأهداف والتعاريف التربية الإسلامية. من 1976-1977، وكان أستاذا زائرا الإسلامية في جامعة تمبل، فيلادلفيا، الولايات المتحدة الأمريكية. في عام 1978. ترأس في اليونسكو اجتماع للخبراء بشأن التاريخ الإسلامي الذي عقد في حلب، سوريا، وفي العام التالي قام رئيس باكستان الجنرال محمد ضياء الحق، بتكريمة بالميدالية التذكارية المئوية.
انه يحتل منصب بارز في الساحة الفكرية في بلده وصاحب منصب رئيس أول في اللغة الملاوية وآدابها في الجامعة الوطنية في ماليزيا (1970-1984)، وقد كان الحامل الأول لمنصب النيابة عن الرئيس تون رزاق عبد في دراسات جنوب شرق آسيا جامعة أوهايو، الولايات المتحدة الأمريكية (1980-82) و. والمدير المؤسس لمعهد العالمي للفكر الإسلامي والحضارة (ISTAC)، ومن ماليزيا (منذ 1987) قد القى أكثر من من 400 في جميع أنحاء أوروبا، والولايات المتحدة، واليابان، والشرق الأقصى ممثل للعالم الإسلامي. وفي عام 1993، وتقديرا لمساهمات العديد من الخطابة الراقي العميق وبعيد المدى في الفكر الإسلامي المعاصر، قام أنور إبراهيم، ورئيس ISTAC ورئيس الجامعة الإسلامية الدولية ماليزيا بتعين العطاس رئيس لكرسي الغزالي للفكر الإسلامي في ISTAC. وكذالك الملك حسين عاهل الأردن جعله عضوا في الأكاديمية الملكية في الأردن في عام 1994، وفي يونيو 1995 جامعة الخرطوم المخولة له في درجة الدكتوراه الفخرية في الآداب.
وهو أيضا صاحب موهبة خطية رهيبة، وكان معارض عمله في Tropenmuseum في أمستردام في عام 1954 مبهره. وقد نشر أيضا أعمال فنية في نقوش (الرفراف، 1970؛ الديك، 1972؛ السمك، 1980) كأشكال فنية في بعض كتبه. انه قد قام أيضا بتصميم مباني معهده (ISTA)، فضلا عن المناظر الطبيعية وتصميم داخلي، صبغا له ثبغى إسلامية فريدة، وعالمية.

## مؤلفاته
وفيما يلي قائمة بأعمال السيد محمد نقيب العطاس. قام بتأليف أكثر من عشرين كتاباً ورسالة علمية وكثير من المقالات.
- (1959) Rangkaian Ruba'iyat (Kuala Lumpur: Dewan Bahasa dan Pustaka).
- (1963) Some Aspects of Sufism as Understood and Practised among the Malays (Singapore: Malaysian Sociological Research Institute).
- (1968) The Origin of The Malay Sha'ir (Kuala Lumpur: Dewan Bahasa dan Pustaka).
- (1969) Raniri and the Wujudiyyah of the 17th Century Acheh (Kuala Lumpur: Monographs of the Malaysian Branch of the Royal Asiatic Society).
- (1970) The Mysticism of Hamzah Fansuri (Kuala Lumpur: University of Malaya Press).
- (1970) The Correct Date of the Terengganu Inscription (Kuala Lumpur: Museum Department).
- (1971) Concluding Postscript to The Origin of The Malay Sha'ir (Kuala Lumpur: Dewan Bahasa dan Pustaka).
- (1972) Islam dalam Sejarah dan Kebudayaan Melayu (Kuala Lumpur: Universiti Kebangsaan Malaysia).
- (1975) Comments on the Re-Examination of Al-Raniri’s Hujjatu’l Siddiq: A Refutation (Kuala Lumpur: Museum Department).
- (1977) Islām: Faham Agama dan Asas Akhlak (Kuala Lumpur: Angkatan Belia Islam Malaysia (ABIM))
- (1978) Islam and Secularism (Kuala Lumpur: Muslim Youth Movement of Malaysia (ABIM); reprint, Kuala Lumpur: International Institute of Islamic Thought and Civilisation (ISTAC), 1993).
- (1980) The Concept of Education in Islam (Kuala Lumpur: Muslim Youth Movement of Malaysia (ABIM); reprint, Kuala Lumpur: International Institute of Islamic Thought and Civilisation (ISTAC)).
- (1986) A Commentary on the Hujjat al-Siddiq of Nur al-Din al-Raniri: Being an Exposition the Salient Points of Distinction between the Positions of the Theologians, the Philosophers, the Sufis and the Pseudo-Sufis on the Ontological Relationship between God and the World and Related Questions (Kuala Lumpur: Malaysian Ministry of Culture).
- (1988) The Oldest Known Malay Manuscript: A 16th Century Malay Translation of the `Aqa’id of al-Nasafi (Kuala Lumpur: University of Malaya).
- (1989) Islam and the Philosophy of Science (Kuala Lumpur: International Institute of Islamic Thought and Civilisation (ISTAC)) (tr. into German by Christoph Marcinkowski as Islam und die Grundlagen von Wissenschaft, Kuala Lumpur: ISTAC, 2001)
- (1990) The Nature of Man and the Psychology of the Human Soul (Kuala Lumpur: International Institute of Islamic Thought and Civilisation (ISTAC)).
- (1990) On Quiddity and Essence (Kuala Lumpur: International Institute of Islamic Thought and Civilisation (ISTAC)).
- (1990) The Intuition of Existence (Kuala Lumpur: International Institute of Islamic Thought and Civilisation (ISTAC)).
- (1992) Islam: The Concept of Religion and the Foundation of Ethics and Morality (Kuala Lumpur: International Institute of Islamic Thought and Civilisation (ISTAC)).
- (1993) The Meaning and Experience of Happiness in Islam (tr. into Malay by Muhammad Zainiy 'Uthman as Ma'na Kebahagiaan dan Pengalamannya dalam Islam, Kuala Lumpur: ISTAC; and into German by Christoph Marcinkowski as Die Bedeutung und das Erleben von Glückseligkeit im Islam, Kuala Lumpur: ISTAC, 1998)
- (1994) The Degrees of Existence
- (1995) Prolegomena to the Metaphysics of Islam: An Exposition of the Fundamental Elements of the Worldview of Islam (Kuala Lumpur: International Institute of Islamic Thought and Civilization (ISTAC)).
- (2001) Risalah untuk Kaum Muslimin (Kuala Lumpur: International Institute of Islamic Thought and Civilization (ISTAC)).
- (2007) Tinjauan Ringkas Peri Ilmu dan Pandangan Alam (Penang, Malaysia: Universiti Sains Malaysia).
- (2011) Historical Fact and Fiction (Kuala Lumpur, Malaysia: UTM Press).[3]
- (2015) On Justice and the Nature of Man (Kuala Lumpur, Malaysia: IBFIM).